# Hockey sur glace aux Jeux olympiques de 1964
Navigation
Squaw Valley 1960 Grenoble 1968
Cet article présente les résultats de la compétition de hockey sur glace des Jeux olympiques d'hiver de 1964 à Innsbruck, en Autriche. Les résultats du tournoi ont compté pour le classement du trente-et-unième championnat du monde de hockey sur glace et au quarante-deuxième championnat d'Europe.

## Podium
- Union soviétique
- Suède
- Tchécoslovaquie

Le Canada, la Suède et la Tchécoslovaquie finissent la compétition à égalité de points. Si le classement est établi en retenant la différence de buts particulière, méthode préconisée par le CIO, le Canada est troisième de la compétition. Mais une heure avant la cérémonie de remise des médailles, la Fédération internationale de hockey sur glace décide de retenir la différence de but générale ; la Tchécoslovaquie obtient ainsi la médaille de bronze, le Canada échouant pour la première fois à se placer sur un podium olympique. Les Canadiens, qui ne sont pas satisfaits de la méthode utilisée boycottent la cérémonie de remise des médailles.

## Résultats

### Qualifications
Une phase de qualifications a lieu pour connaître le représentant de l'Asie / Océanie et également pour savoir quelle équipe d'Allemagne ferait partie de la délégation unifiée,.
| 23 novembre 1963 | Japon | 17-1 | Australie | Tokyo, Japon |

| 26 novembre 1963 | Japon | 17-6 | Australie | Tokyo, Japon |

| 6 décembre 1963 | Allemagne de l'Ouest | 4-4 (2-1, 0-1, 2-2) | Allemagne de l'Est | Eisstadion am Kobelhang Füssen, RFA 11 000 spectateurs |

| Feuille de match | Feuille de match                                                                                 | Feuille de match                | Feuille de match                                                                                   | Feuille de match |
| ---------------- | ------------------------------------------------------------------------------------------------ | ------------------------------- | -------------------------------------------------------------------------------------------------- | ---------------- |
|                  | Paul Ambros — 3 min - Georg Scholz — 13 min - Albert Loibl — 49 min - Ernst Trautwein — 58 min - | 1-0 1-1 2-1 2-2 3-2 3-3 4-3 4-4 | - Manfred Buder — 10 min - Bernd Hiller — 22 min - Dieter Voigt — 53 min - Joachim Franke — 58 min |                  |
|                  |                                                                                                  |                                 | |                  |
|                  |                                                                                                  |                                 | |                  |
|                  |                                                                                                  |                                 | |                  |

| 8 décembre 1963 | Allemagne de l'Est | 3-4 (0-0, 3-3, 0-1) | Allemagne de l'Ouest | Werner-Seelenbinder-Halle Berlin-Est, RDA 5 000 spectateurs |

| Feuille de match | Feuille de match                                                        | Feuille de match            | Feuille de match                                                                                   | Feuille de match |
| ---------------- | ----------------------------------------------------------------------- | --------------------------- | -------------------------------------------------------------------------------------------------- | ---------------- |
|                  | Manfred Buder — 23 min Bernd Hiller — 24 min - Manfred Buder — 40 min - | 1-0 2-0 2-1 2-2 2-3 3-3 3-4 | - Peter Rohde — 26 min Kurt Sepp — 28 min Ernst Trautwein — 33 min - Ernst Trautwein — 45 min (IN) |                  |
|                  |                                                                         |                             | |                  |
|                  |                                                                         |                             | |                  |
|                  |                                                                         |                             | |                  |

### Premier tour
Le premier tour s'est déroulé sous la forme d'un match éliminatoire dont les vainqueurs sont qualifiés pour le groupe A. Ce groupe, disputé sous forme de championnat, détermine le podium olympique. Les équipes battues sont rassemblées au sein du groupe B.
- URSS 19-1 Hongrie
- Canada 14-1 Yougoslavie
- Suisse 5-1 Norvège
- Tchécoslovaquie 17-2 Japon
- Suède 12-2 Italie
- États-Unis 7-2 Roumanie
- Allemagne fédérale 2-1 Pologne
- Finlande 8-2 Autriche

### Groupe A
| 29 janvier - URSS 5-1 États-Unis - Tchécoslovaquie 11-1 Allemagne fédérale - Canada 8-0 Suisse 30 janvier - Finlande 4-0 Suisse - Canada 3-1 Suède 31 janvier - États-Unis 8-0 Allemagne fédérale - URSS 7-5 Tchécoslovaquie 1er février - Tchécoslovaquie 4-0 Finlande - URSS 15-0 Suisse - Suède 7-4 États-Unis 2 février - Canada 4-2 Allemagne fédérale - Suède 7-0 Finlande 3 février - Canada 8-6 États-Unis | 4 février - URSS 10-0 Finlande - Tchécoslovaquie 5-1 Suisse - Suède 10-2 Allemagne fédérale 5 février - Canada 6-2 Finlande - URSS 10-0 Allemagne - Suède 12-0 Suisse - Tchécoslovaquie 7-1 États-Unis 7 février - Allemagne fédérale 6-5 Suisse - Finlande 3-2 États-Unis - URSS 4-2 Suède - Tchécoslovaquie 3-1 Canada 8 février - URSS 3-2 Canada - Suède 8-3 Tchécoslovaquie - États-Unis 7-3 Suisse - Allemagne fédérale 2-1 Finlande |

| Clt   | Équipe               | PJ | V | D | N | BP | BC | Diff | Pts |
| ----- | -------------------- | -- | - | - | - | -- | -- | ---- | --- |
| +001, | Union soviétique     | 7  | 7 | 0 | 0 | 54 | 10 | 44   | 14  |
| +002, | Suède                | 7  | 5 | 2 | 0 | 47 | 16 | 31   | 10  |
| +003, | Tchécoslovaquie      | 7  | 5 | 2 | 0 | 38 | 19 | 19   | 10  |
| +004, | Canada               | 7  | 5 | 2 | 0 | 32 | 17 | 15   | 10  |
| +005, | États-Unis           | 7  | 2 | 5 | 0 | 29 | 33 | -4   | 4   |
| +006, | Finlande             | 7  | 2 | 5 | 0 | 10 | 31 | -21  | 4   |
| +007, | Allemagne de l'Ouest | 7  | 2 | 5 | 0 | 13 | 49 | -36  | 4   |
| +008, | Suisse               | 7  | 0 | 7 | 0 | 9  | 57 | -48  | 0   |

- Champion olympique
- Médaille d'argent
- Médaille de bronze

### Groupe B
| - Pologne 4-2 Norvège - Pologne 6-1 Roumanie - Pologne 5-1 Autriche - Pologne 9-3 Yougoslavie - Pologne 7-0 Italie - Pologne 6-2 Hongrie - Norvège 4-2 Roumanie - Norvège 8-2 Autriche - Norvège 8-4 Yougoslavie - Norvège 9-2 Italie - Norvège 5-1 Hongrie - Japon 4-3 Pologne - Japon 4-3 Norvège - Japon 6-4 Roumanie | - Japon 6-2 Hongrie - Roumanie 5-2 Autriche - Roumanie 5-5 Yougoslavie - Roumanie 6-2 Italie - Roumanie 8-3 Hongrie - Autriche 5-5 Japon - Autriche 6-2 Yougoslavie - Autriche 5-3 Italie - Autriche 3-0 Hongrie - Yougoslavie 6-4 Japon - Yougoslavie 5-3 Italie - Yougoslavie 4-2 Hongrie - Italie 8-6 Japon - Italie 6-4 Hongrie |

| Clt   | Équipe      | PJ | V | D | N | BP | BC | Diff | Pts |
| ----- | ----------- | -- | - | - | - | -- | -- | ---- | --- |
| +009, | Pologne     | 7  | 6 | 1 | 0 | 40 | 13 | 27   | 12  |
| +010, | Norvège     | 7  | 5 | 2 | 0 | 40 | 19 | 21   | 10  |
| +011, | Japon       | 7  | 4 | 2 | 1 | 35 | 31 | 4    | 9   |
| +012, | Roumanie    | 7  | 3 | 3 | 1 | 31 | 28 | 3    | 7   |
| +013, | Autriche    | 7  | 3 | 3 | 1 | 24 | 28 | -4   | 7   |
| +014, | Yougoslavie | 7  | 3 | 3 | 1 | 29 | 37 | -8   | 7   |
| +015, | Italie      | 7  | 2 | 5 | 0 | 24 | 42 | -18  | 4   |
| +016, | Hongrie     | 7  | 0 | 7 | 0 | 14 | 39 | -25  | 0   |

## Joueurs

### Meilleurs pointeurs
| Rang | Joueur                 | Nation           | PJ | B | A | Pts | Pun |
| ---- | ---------------------- | ---------------- | -- | - | - | --- | --- |
| 1    | Sven Tumba             | Suède            | 7  | 8 | 3 | 11  | 0   |
| 2    | Ulf Sterner            | Suède            | 7  | 6 | 5 | 11  | 0   |
| 3    | Viatcheslav Starchinov | Union soviétique | 7  | 7 | 3 | 10  | 6   |
| 3    | Boris Maïorov          | Union soviétique | 7  | 7 | 3 | 10  | 0   |
| 3    | Viktor Iakouchev       | Union soviétique | 7  | 7 | 3 | 10  | 0   |
| 3    | Jiří Dolana            | Tchécoslovaquie  | 7  | 7 | 3 | 10  | 0   |
| 7    | Josef Černý            | Tchécoslovaquie  | 7  | 5 | 5 | 10  | 2   |
| 8    | Anders Andersson       | Suède            | 7  | 7 | 2 | 9   | 8   |
| 9    | Konstantin Loktev      | Union soviétique | 7  | 4 | 5 | 9   | 8   |
| 10   | Gary Dineen            | Canada           | 7  | 3 | 6 | 9   | 10  |

### Meilleurs joueurs
- Meilleur gardien de but : Seth Martin (Canada)
- Meilleur défenseur : František Tikal (Tchécoslovaquie)
- Meilleur attaquant : Boris Maïorov (Union soviétique)

Maïorov est désigné meilleur attaquant du tournoi par la fédération mais les entraîneurs de l'Union soviétique décident eux de remettre le trophée à Edouard Ivanov, bien qu'il joue au poste de défenseur.